# Villavaliente
Villavaliente es un municipio español situado al sureste de la península ibérica, en la provincia de Albacete, dentro de la comunidad autónoma de Castilla-La Mancha. Se encuentra a 39 km de la capital provincial y está rodeado por los términos municipales de Pozo-Lorente, La Recueja, Jorquera y Casas de Juan Núñez.

## Historia

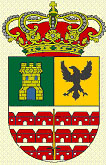
Escudo Villavaliente

En la época íbera, en el paraje deno minado "El Tesorillo" en las terrazas sobre el cañón del Júcar, ya próximo al límite con La Recueja, hubo un poblado denominado "Valenbonga", zona de frontera entre Edetanos y Contestanos. Debido a la poca entidad de las ruinas no se han realizado excavaciones arqueológicas, siendo roturado durante años para su utilización agrícola.
En un momento indeterminado de la Edad Media aparece un grupo de casas o aldea, que se denominó con el apelativo común de la zona " Casas de" en este caso Valiente. Pertenecía al Estado de Jorquera adoptando en su última época el nombre de Casavaliente, nombre que fue cambiado por el de Villavaliente tras su emancipación de la villa matriz.
Hasta el año 1927 pertenecía al municipio cercano de Jorquera del que se independizó el día 13 de diciembre, dicho día dio nombre a una calle de la localidad.
A consecuencia de este evento se dieron nombre de calles a relevantes personajes que contribuyeron a la segregación, el abogado Lozano, el gobernador Carril, y el ministro Aunós.
Durante la Guerra Civil, quedó dentro del área inicial republicana. En este período, se construyó un aeródromo para la fuerza aérea, pues los aeródromos cercanos a Madrid corrían peligro de caer en manos del Bando Sublevado, el aeródromo se construyó mayoritariamente con mano de obra del pueblo, construyendo, no solo las pistas sino, además todas las instalaciones auxiliares, estas bajo tierra para protegerlas de posibles bombardeos.
En la década de los 60, muchos vecinos tomaron el camino de la emigración, buscando mejoras que el campo no podía dar, hoy se pueden encontrar hijos y descendientes de Villavalente en Albacete, Madrid, Cataluña y el cercano Levante son las zonas preferentes. También al extranjero, Francia, Suiza y Alemania.
Ya tras la reinstauración de la Democracia, numerosas mejoras llegaron al pueblo, tanto de servicios como de equipamiento.

## Demografía
Cuenta con una población de 201 habitantes (INE 2024).
| Gráfica de evolución demográfica de Villavaliente entre 1930 y 2021 |
| |
| Población de derecho según los censos de población del INE Población de hecho según los censos de población del INEEntre el censo de 1930 y el anterior, aparece este municipio porque se segrega del municipio 02041 (Jorquera) |

## Fiestas
Las principales fiestas son:
- 23 de enero, día de su patrón, San Ildefonso.
- 15 de mayo, día de San Isidro.
- 13 de diciembre, día de la segregación del municipio de Jorquera y constitución en municipio independiente.

## Lugares de interés
- Ayuntamiento: de construcción moderna y fábrica de ladrillo visto, acoge tanto la alcaldía y el salón de plenos como las oficinas municipales de gestión.
- Iglesia: construida en los siglos XVII o XVIII de fábrica con mampostería de piedra caliza, de gruesos muros, dispone de puerta de acceso por un lateral al lado opuesto del altar, dispone de seis pequeñas ventanas en altura, y espadaña para un par de campanas. Consagrada al patrón del pueblo San Ildefonso, también se pueden encontrar imágenes, tanto del Santo Cristo crucificado, del Santo entierro y  Resucitado, así como de la Virgen del Rosario, El mencionado San Ildefonso y San Isidro Labrador, copatrón del pueblo.
- Plaza del ayuntamiento: plaza ajardinada con parterres divididos en cruz que se haya frente al Ayuntamiento, en la misma también podemos encontrar lugares de interés como el ambulatorio, la asociación de jubilados la ludoteca, el restaurante Casa Valiente y la farmacia.
- Plaza del pueblo: junto a la carretera, plaza ajardinada con grandes pinos  que dan sombra gratificante en los días de calor a los vecinos que se reúnen habitualmente para la plática.
- Parque de la piscina. Plazuela arbolada en la calle de la piscina habilitada con fuente y artefactos lúdicos para juegos infantiles.
- Parque de los hondillos: parque arbolado en la entrada este del pueblo, junto a la rotonda de la salida hacia Alcalá del Júcar y Alatoz. Se trata de un parque de enormes pinos que proporcionan una estupenda sombra en verano. Se pueden encontrar en el zonas de esparcimiento con mesas y bancos para comer, zona recreativa infantil, zona de ejercicios para adultos con instrumentos y dos pistas de petanca.
- Parque de las cuevas: se encuentra situado en la margen opuesta de la rambla, es el menos transitado.
- Rotonda: Se encuentra ubicada a la entrada del pueblo se ubicaron a principios de la década de 2010 unas figuras, a modo de "ninots", ( por ello se la conoce popularmente, como la rotonda de los monigotes), las cuales representan la labor de la recogida del trigo, con los elementos más populares, el segador, el trillador, la abuela aguadora, los críos jugando, la señorita que iba a controlar, la choza para resguardarse...
- Cucos: son construcciones populares en piedra seca ubicadas por todo el término municipal, cuya función era resguardar tanto a personas como animales tanto del sol y lluvia como de las peligrosas granizadas que pudieran darse.
- Ermita de San Isidro,; Ubicada en la falda ce un cerro a tres km del pueblo por el antiguo camino de las Casas de Juan Núñez. Se trata de una zona de reciente edificación. Constas de un templete cubierto donde realizar las misas en la romería de San Isidro, a la cual se han ido añadiendo espacios, como aseos, fuentes, mesas y bancos, unos cubiertos y otros no, zonas habilitadas para encender y hacer paellas, gazpachos o parrilladas, así como zonas de esparcimiento para infantes.
- Polideportivo: Ubicado a escasos 300 m del pueblo junto a la carretera de Albacete, consta de pista de fútbol, voleibol, baloncesto y frontón
- Piscina: Ubicada a espaldas del colegio, entre este y las naves municipales, consta de dos vasos, uno infantil y uno para mayores con zona de nadadores y zona de no nadadores. Como servicios dispone de vestuarios, ducha. zona ajardinada con arboleda y césped.  Durante la temporada estival de julio y agosto se encuentra abierta, tanto la piscina como el servicio de cantina. Se puede comprar la entrada en la misma cantina o bien comprar un bono en la página  web del ayuntamiento.
- Escuelas: Situadas al final de la calle de la Iglesia, dada la escasez de niños en el pueblo, sólo se imparte primaria, siendo parte del CRA de Pozo Lorente. Dispone de una pista de fútbol sala de libre uso fuera del horario escolar.
- Casa de Cultura: Situada en la calle de la Sierra, junto a la biblioteca, consta de una sala bien acondicionada con escenario, donde realizar los diversos actos que se requieran a lo largo del año ( proclamación de Rina y damas, espectáculos, obras de teatro ...)
- Biblioteca: De acceso público, suele estar abierta martes y jueves por la mañana, pues es cuando tiene turno el funcionario que la atiende. Además de libros y prensa, hay actividades para niños y servicio de ordenadores con conexión a internet. Es preceptiva la obtención del carnet de lector (gratuito) para optar al préstamo de libros.
- Ludoteca: Situada en la plaza del Ayuntamiento, junto a este, da servicio a los infantes, en las horas que no hay colegio y en verano todas la mañanas
- Hogar del jubilado: También situado junto al ayuntamiento, dispone de dos salas donde nuestros mayores pasan sus ratos de asueto jugando al bingo, dominó, tute etc.
- Locales de Baile y "francachelas" : Dispone el pueblo de dos locales municipales habilitados, uno una nave diáfana con aseo y cocina, que durante el año sirve de garaje y almacén de la maquinaria municipal y que en fiestas se vacía para celebrar en él las comidas populares de hermandad, ya que en enero los días calurosos no abundan. El segundo local está habilitado como sala de baile, con aseos, guardarropa, barra de bar, escenario y camerino, En el se celebran los bailes en fiestas y actividades recreativas a lo largo del año.

## Servicios
- Ambulatorio. En la plaza del Ayuntamiento
- Farmacia; en la plaza del ayuntamiento
- Restaurante: Casa Valiente, en plaza del ayuntamiento
- Panadería Gómez : en calle Gómez Gil.
- Supermercado super M: en  calle San Ildefonso

## Galería

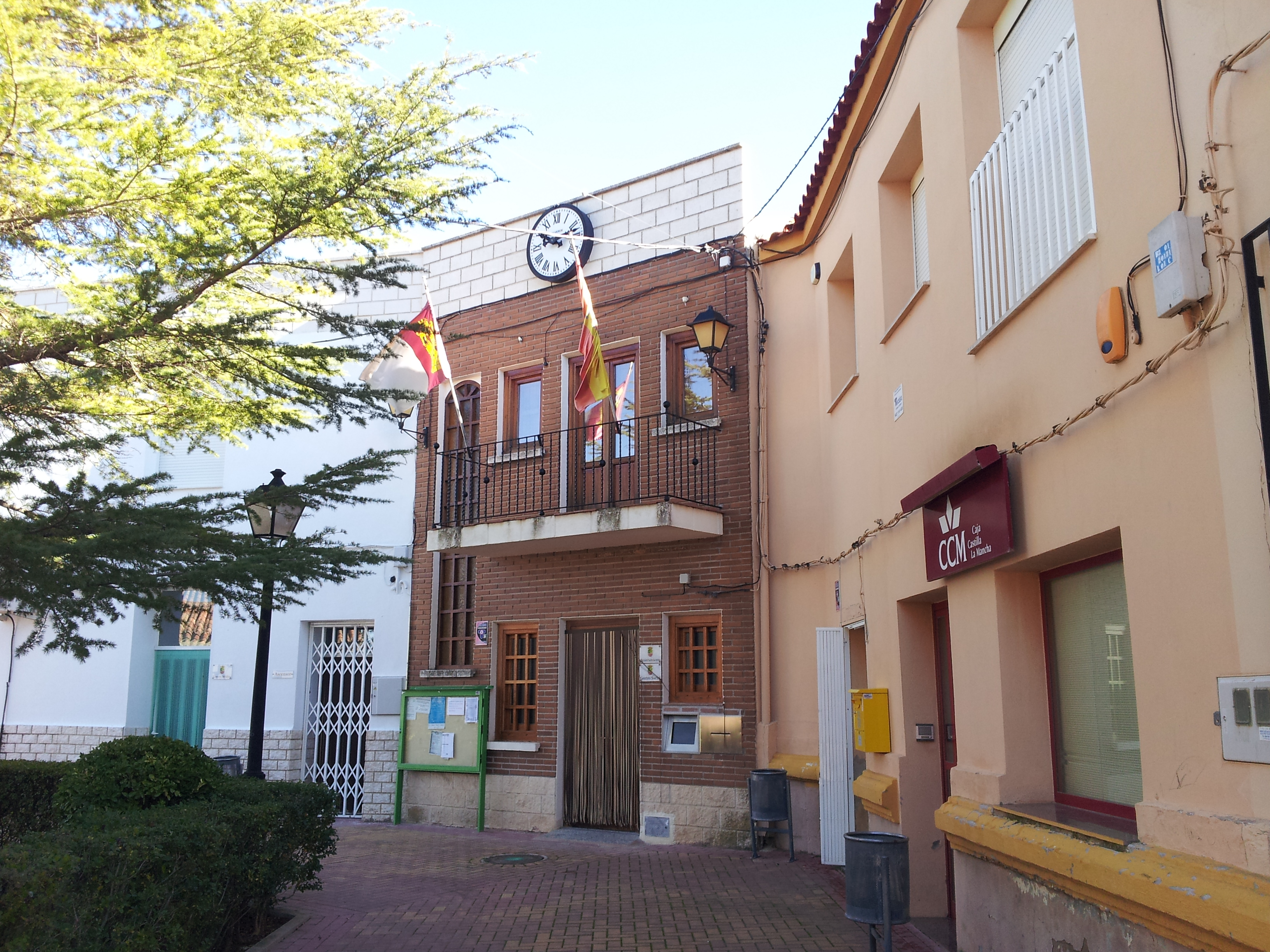
Ayuntamiento de Villavaliente.
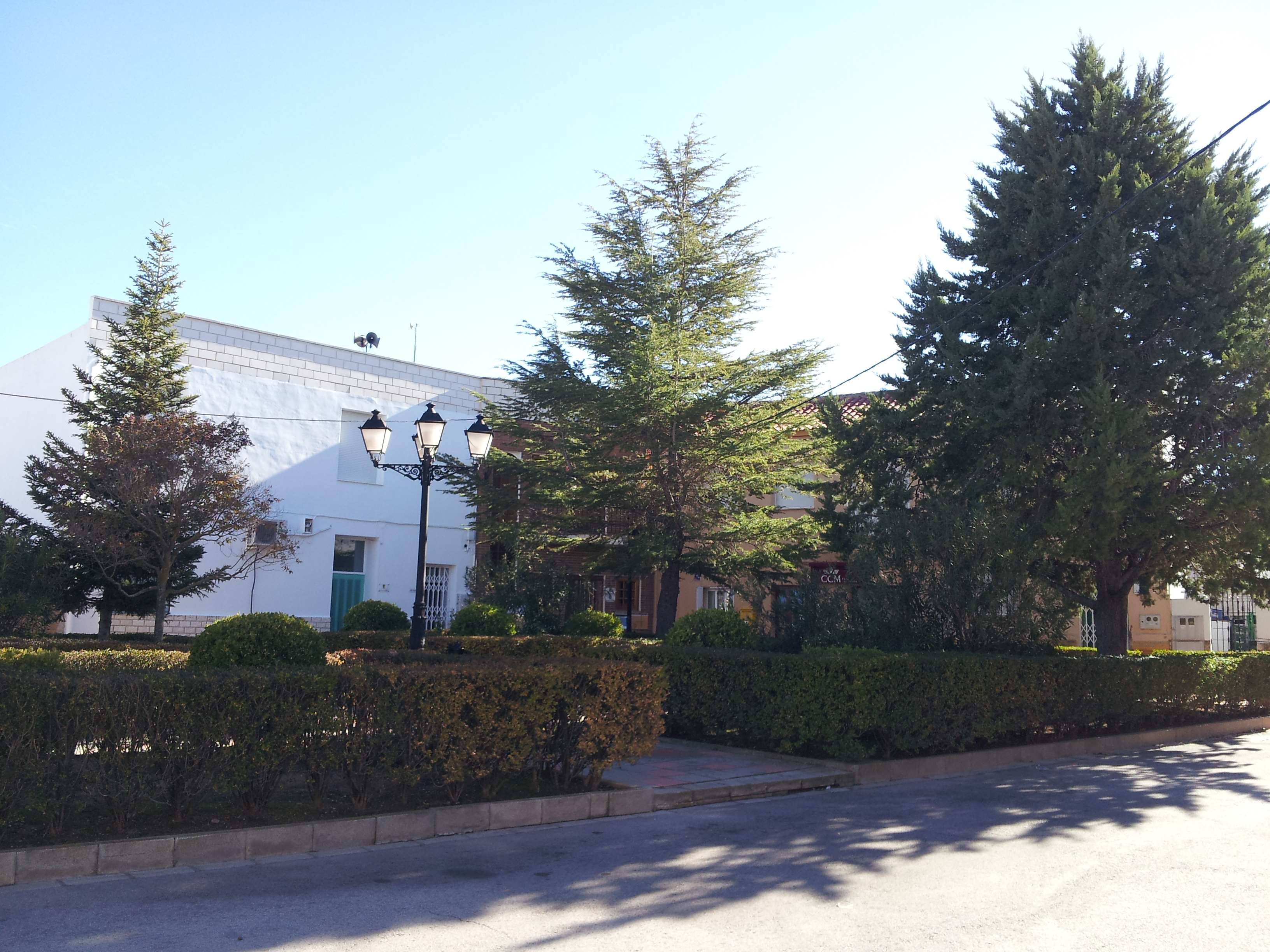
Calle en la localidad.
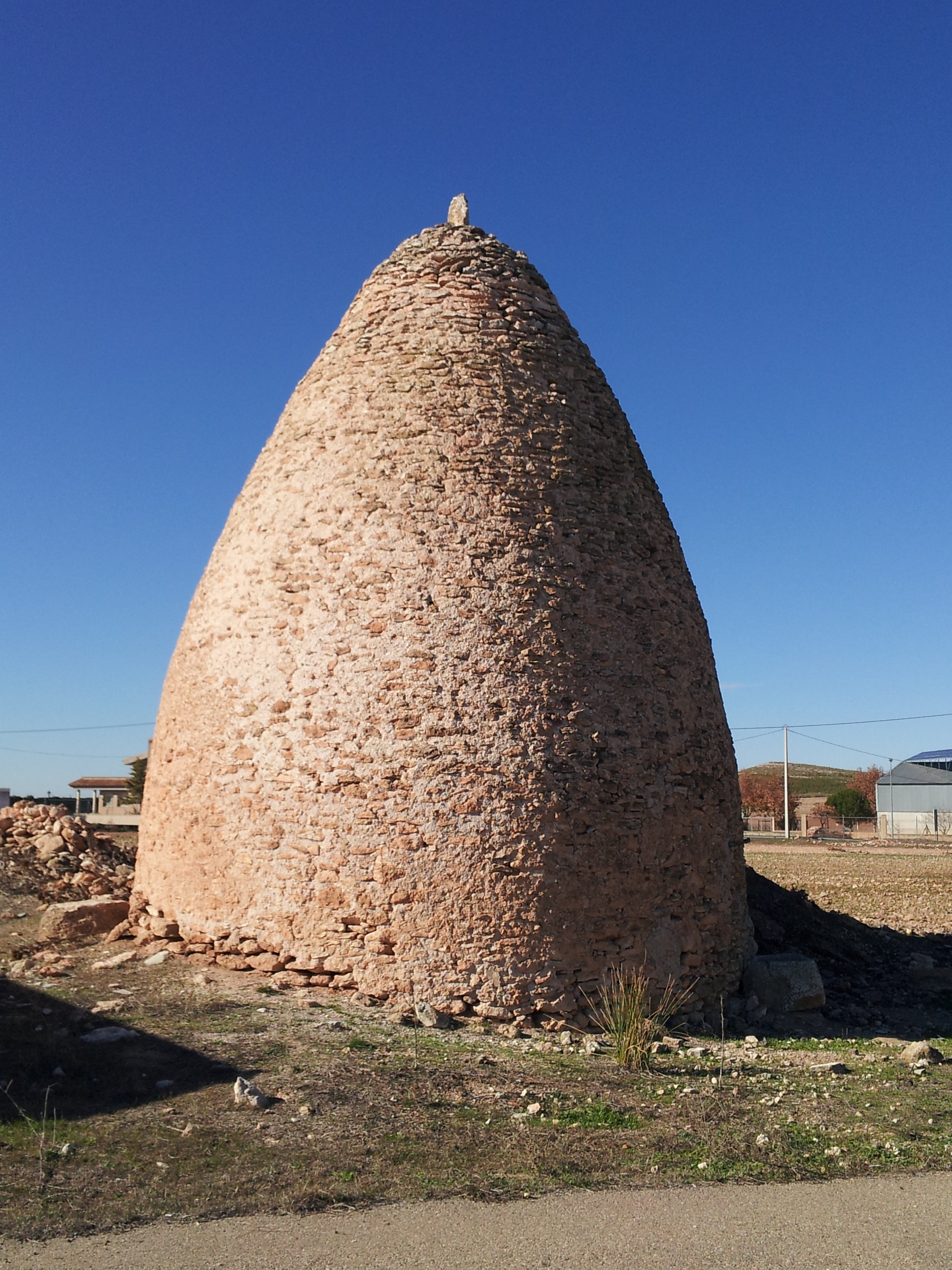
Cuco.
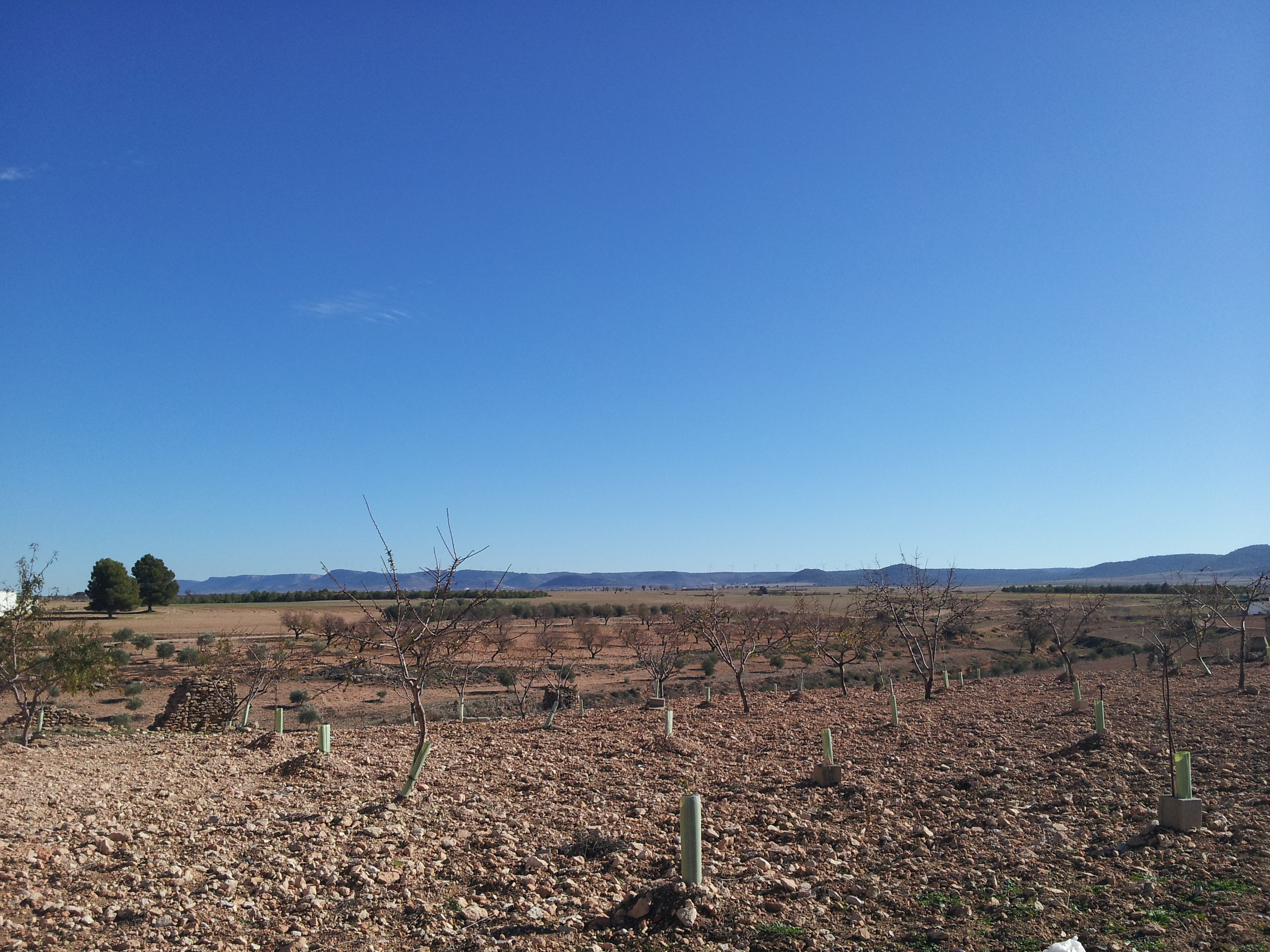
Paisaje junto a la localidad.
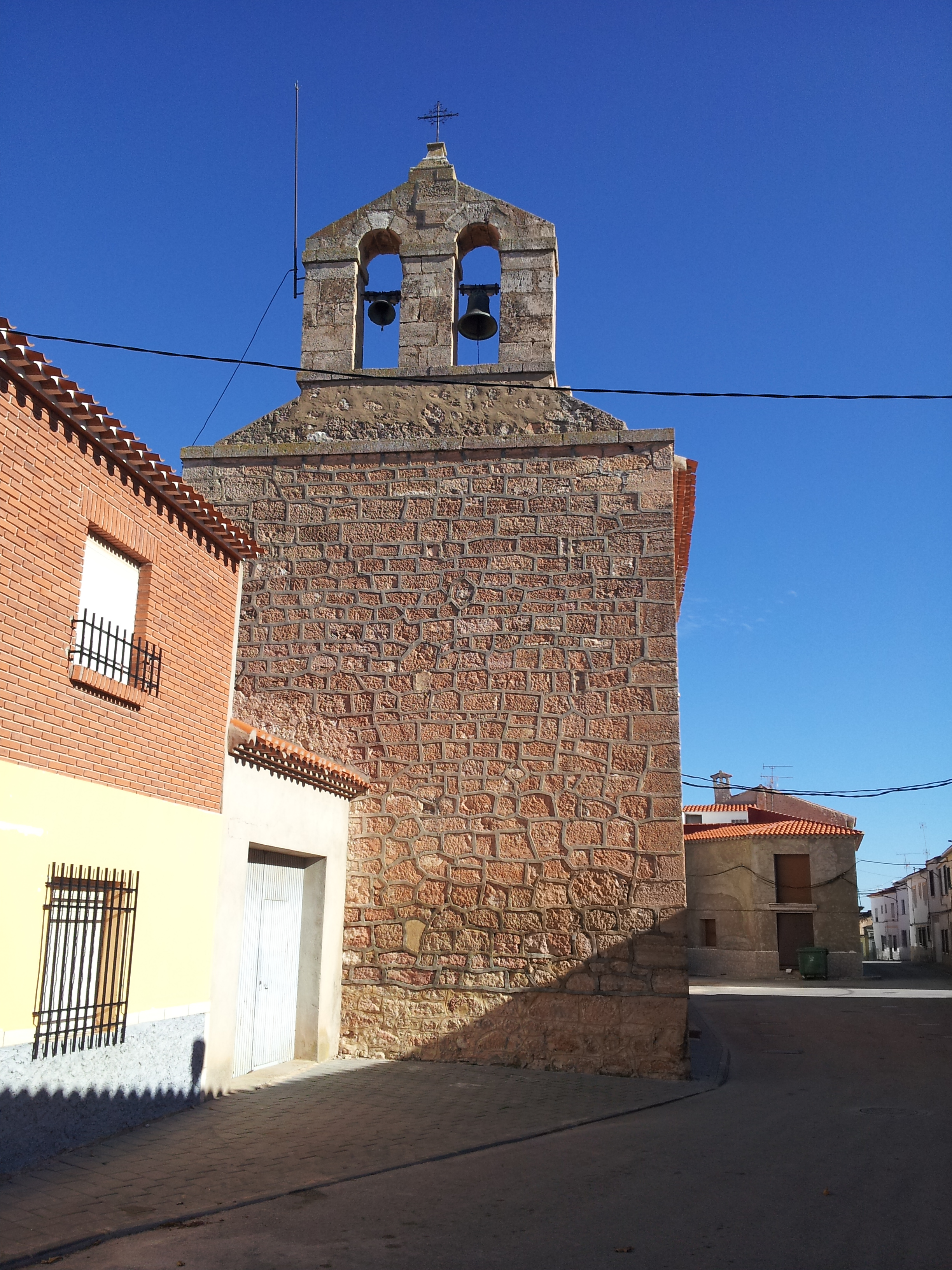
Iglesia.
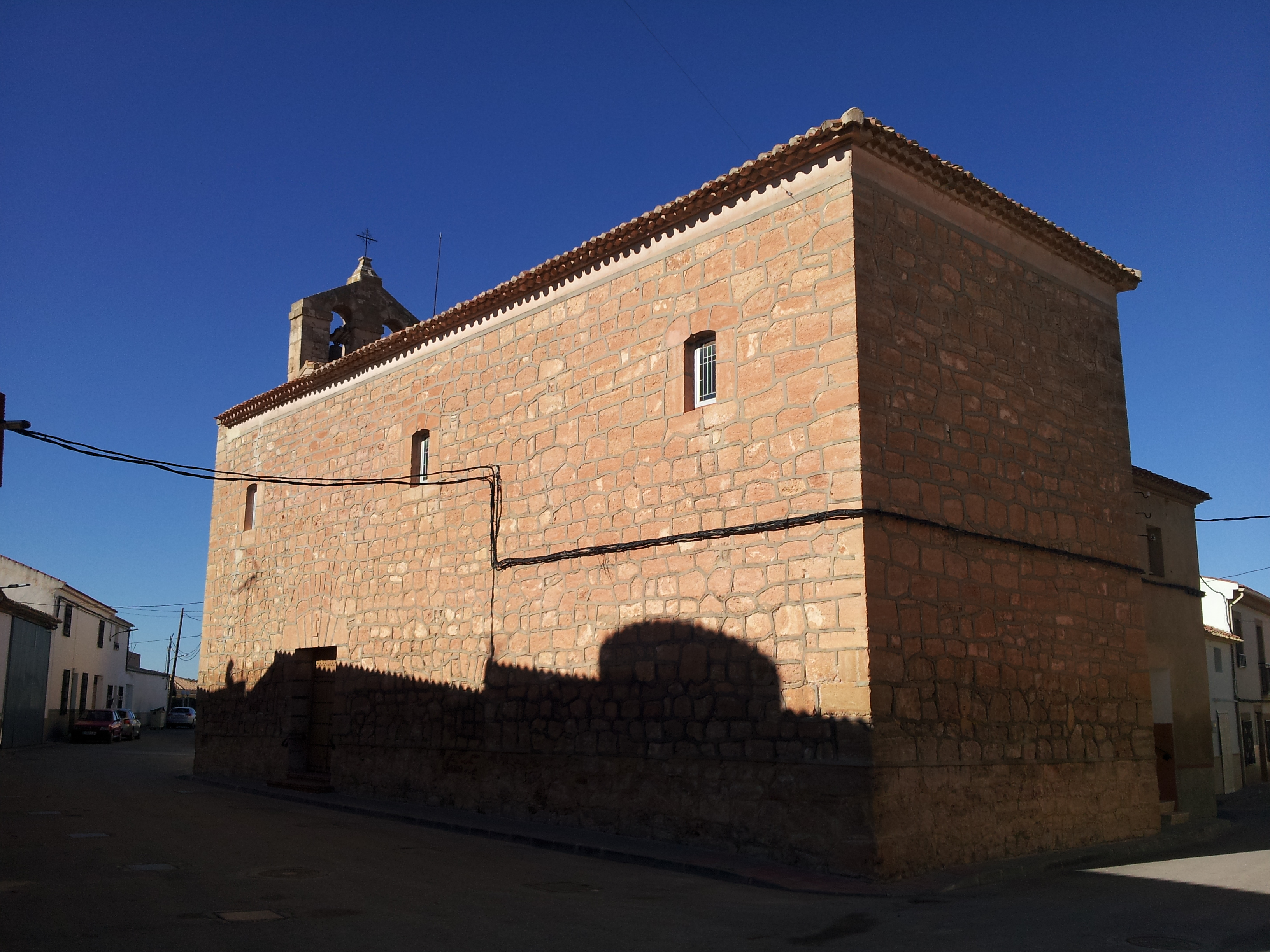
Iglesia.